# 저스트 엔터테인먼트
저스트 엔터테인먼트는 대한민국의 연예 기획사이다.

## 소속 연예인
- 김신록
- 김이준
- 김상호
- 김도윤
- 김호정
- 김주령
- 길해연
- 유환
- 강유석
- 윤계상
- 신동미
- 박지환
- 박서은
- 서지혜
- 서현우
- 손은서
- 조동인
- 차우민
- 호조
- 이찬형
- 이재이

## 이전 소속 연예인
- 이설
- 장규리
- 오승훈
- 정웅인